# Тежък крайцер
Тежък крайцер е подклас артилерийски крайцери, строени от 1916 г. до 1953 г. Терминът „тежък крайцер“ е официално въведен с Лондонския морски договор от 1930 г. за отличаването им от по-малките леки крайцери, въоръжени с артилерия с калибър не по-голям от 155 mm. До 1930 г. тежките крайцери се наричат „вашингтонски“. Стандартната водоизместимост на тежките крайцери е ограничена на 10 хил. английски тона, а калибърът на артилерията на 203 mm. В системата на морските въоръжения тежките крайцери заемат междинно място между леките и линейните крайцери. В много страни, в частност в Германия и СССР, съществуват или се проектират тежки крайцери, съществено различни от международния стандарт. Тежките крайцери са важна част от флотовете на всички водещи морски държави и вземат активно участие във Втората световна война. След нейния край малък брой единици са съхранени във флотовете на Аржентина, Испания и САЩ. Последните кораби от този клас са отписани през 1991 г., след дълго пребиваване в резерв.

## Стандартният „вашингтонски“ крайцер
Появата на класа на тежките крайцери във военноморската история е заслуга, в еднаква степен на предвидливите английски моряци и на дипломатите на водещите западни държави. През 1915 г. Британското Адмиралтейство, ликвидирайки немските крайцери рейдери и опасявайки се от нови хипотетични немски рейдери с мощно въоръжение, поръчва масова серия крайцери, които трябва да превъзхождат всеки един перспективен немски крайцер по всички параметри. Тъй като въоръжението на предполагаемия противник се предполага да бъде от 150-mm оръдия, Адмиралтейството пожелава да има на новите „изтребители на рейдери“ най-големия калибър артилерия, който допуска ръчно зареждане и при това превъзхожда немските 150-милиметровки по далечина на стрелбата. В резултат на това новите крайцери получават 190-mm оръдия. Впрочем строителството на крайцерите от типа „Хокинс“ (на английски: Hawkins; също се среща и транскрипцията „Хаукинс“) се проточва и за Първата световна война корабите не влизат в строй.
Но когато през 1922 г. на Вашингтонската конференция за ограничаване на морските въоръжения е прието решение за ограничаване на качествените характеристики на корабите, в т.ч. и крайцерите, англичаните не искат да се разделят с най-новите си и много скъпи кораби, и те настояват за приемане на характеристиките на „Хокинсите“ като стандарт. За това способства и впечатлението, което правят „Хокинсите“ на военноморските кръгове. Например Япония и САЩ  незабавно започват разработване на крайцери, като минимум, неотстъпващи на британските новобранци.
В резултат на това основните договарящи се страни напълно благожелателно се отнасят към желанията на британската делегация. Така се появяват глави XI и XII от Вашингтонския договор от 1922 г., забраняващи строежа на крайцери с водоизместимост над 10 хил. тона (английски дълги тона) и с артилерия по-голяма от 203 mm. Количеството на новопостроените крайцери не се ограничава, но има сумарни ограничения на тонажа на флота в пропорции: 5:5:3:1,75:1,75 съответно, за САЩ, Великобритания, Япония, Франция и Италия. Тъй като върху строителството на линкори е обявен мораториум, започва „крайцерската“ треска. Нейните особености са добре илюстрирани от думите на американския адмирал Робърт Кунц:
| „                                                                                | Сега, когато на увеличението на тонажа на военните флоти има наложени ограничения, започва ново съревнование. Това съперничество ще бъде преследване на качеството… | “ |
| Патянин С. В., Дашьян А. В. и др. Крейсера Второй мировой. Охотники и защитники. | |   |

## Първо поколение тежки крайцери

### Тежките крайцери на Великобритания
Особените изиисквания на Британската империя поражда и доста специфичният проект на „вашингтонският“ крайцер. Основната задача на този подклас крайцери са действията по комуникациите на империята, обхващаща целият свят. В съответствие с това, корабите се проектират с акцент върху значителна далечина на плаване, добра мореходност и комфортни условия за екипажа. Въоръжението на новите крайцери от осем 203-mm оръдия „изяжда“ цялата останала водоизместимост в пределите на договорения лимит и типът „Кент“ (на английски: Kent) се формира около артилерията на главния калибър. Цена за превъзходните морски качества става фактическата незащитеност на новите крайцери от огъня на противника, като опасност за тях представляват не само корабите от същия клас, но и леките крайцери и даже ескадрените миноносци. Относително защитени са само погребите на главния калибър, а бордът има само много къс и тънък противоосколъчен пояс. Първоначално Адмиралтейството планира поръчката на 17 крайцера подобен тип, но финансови трудности, както и очевидните недостатъци на проекта, намаляват броя им до 5. Освен това още два крайцера от този тип са построени за ВМС на Австралия.
Вече след залагането на крайцерите от типа „Кент“ британските моряци се убеждават, че те съществено изостават от чуждите крайцери по брониране и скорост на хода. Отчитайки високите изисквания на Кралския флот към далечина на плаване и мореходност за британските кораби, съществено усилване на бронирането не е възможно, и защитата на 2-рата серия британски „вашингтонци“ – от типа „Лондон“ (на английски: London) – е малко подобрена. Успяват да увеличат скоростта на хода за сметка на отказ от противоторпедни були, което на свой ред влошава противоторпедната защита. В течение на 1929 г. в състава на британските ВМС влизат 4 крайцера от тази серия.
Вече в хода на постройката британските крайцери са подложени на силна критика за очевидните диспропорции в съотношението на настъпателните и отбранителните качества. Но всички опити на конструкторите да дадат на корабите по-солидна защита се сблъскват с ограниченията на пределната стандартна водоизместимост. В резултат на това построените към 1930 г. два крайцера от тип „Норфолк“ (на английски: Norfolk) с малко се отличават от предишните. Фактически успяват само малко да усилят бронирането на артилерийските погреби, другите изменения носят само частен характер.
В периода 1927 – 1930 г. британският флот получава 13 крайцера от три серии, във военноморската литература обичайно събирателно именувани като типа „Каунти“, тъй като са много близки по конструкция и носят имената на английски графства (на английски: County). Големи и високобордни, с архаична архитектура те са напълно приспособени за действия по комуникациите, където главна роля играят не бойните качества на корабите, а тяхната голяма далечина на плаване. Освен това тези кораби показват своите най-добри качества при операциите в полярни води, където тяхната мореходност е повече от необходима. Заедно с това слабата им защита подтиква към разработката на проекти за коренна модернизация на крайцерите, които започват да се разработват веднага след влизането на крайцерите от типа „Каунти“ в строй.

### Тежките крайцери на Франция
През 1920-те години френският Морски главен щаб преживява поредно увлечение по крайцерите. Според плановете на това ведомство френският флот трябва да получи 21 тежки крайцера. Първата двойка крайцери на подкласа е заложена 1924 – 1925 г. Крайцерите от типа „Дюкен“ (на френски: Duquesne) са предназначени за далечни разузнавачи на ескадрата и защитници на комуникациите. Проектът е разработен на базата на леките крайцери от типа „Дюге Труен“ и наследява от тях крайно слабата защита, ограничена до артилерийските погреби, поради което е наречен още „картонен“. Впрочем скоростните и мореходните качества на крайцерите от този тип са на висота.
За четворката последващи крайцери от типа „Сюфрен“ (на френски: Suffren) защитата започва да се усилва под влиянието на известията за характеристиките на тежките крайцери на вероятния противник – Италия. Първите два кораба от серията „Сюфрен“ и „Колбер“ (на френски: Colbert) вече имат бордови брониран пояс за сметка на известно намаляване на скоростта по сравнение с типа „Дюкен“, но неговата дебелина все още остава незначителна. На крайцера „Фош“ (на френски: Foch) се отказват от бордовия пояс в полза на вътрешна бронева преграда, която има и на последния крайцер от типа „Дюпле“ (на френски: Dupleix). Бидейки формално еднотипни, корабите сериозно се различават помежду си именно по бронирането си. Така например масата на бронята постоянно се увеличава, достигайки 1553 тона на „Дюпле“ в сравнение с 645 тона при „Сюфрен“.

### Тежките крайцери на САЩ
Към проектирането на крайцери с 203-mm артилерия американците пристъпват още през 1919 г. Основен проблем за тях е противоречието между концепциите за относително бавния, но добре защитен „ескадрен“ крайцер и бързоходния защитник на търговията. След влизането в сила на вашингтонските ограничения проектантите отиват на компромис, и първата двойка американски тежки крайцери от типа „Пенсакола“ (на английски: Pensacola) е нещо посредата. Мощната артилерия от 10 203-mm оръдия в комбинация от две- и триоръдейни кули, високата скорост се съчетават с ограничена бронезащита, годна само да устои на огъня на разрушителите. Бой с леки крайцери се предполага да се води само от безопасни дистанции, но осемдюймовите снаряди на чуждестранните „вашингтонци“ пробиват бронята на „Пенсаколите“ на всички дистанции. Устойчивостта и мореходността са недостатъчни.
Веднага след първата двойка крайцери американците залагат вече 6 кораба от типа „Нортхамптън“ (на английски: Northampton). Основните промени при тях са в главния калибър, състоящ се сега от 9 оръдия в триоръдейни кули. При „Нортхамптъните“ се появява полубак, подобрена е мореходността, но броневата защита се променя малко и както преди не дава защита от 203-mm снаряди. Освен това и „Пенсакола“, и „Нортхамптън“ са недонатоварени кораби – тяхната водоизместимост е под вашингтонския лимит с 900 тона.
Слабата защита на първите тежки крайцери води американските моряци към мисълта за кардинална преработка на проектите. Залагането на само леко усъвършенстваните крайцери от типа „Портланд“ (на английски: Portland) е принудителна стъпка, наложена от желание да се натовари промишлеността в условията на Великата депресия. За това вместо 7 предполагаеми кораба са построени само 2. По принцип те малко се отличават от предходните типове. „Портландите“ получават усилена броня на погребите, защитаваща от 203-mm снаряди, и по-мощна зенитна артилерия. Стандартната водоизместимост за първи път достига договорния лимит.

### Тежките крайцери на Италия
Своите първи „вашингтонски“ крайцери италианските корабостроители започват да проектират през 1923 г. На корабите от този тип се възлагат огромни и даже преувеличени надежди, дори изпълняването на функциите на главна ударна сила на флота. Акцентът изначално се поставя върху максимално висока скорост и мощно въоръжение. За сметка на това се жертват мореходността и далечината на плаване. Счита се, че превъзходството по скорост ще позволи на крайцерите свободно да избират дистанцията на боя и да избягват ответния огън. В резултат на това италианските крайцери от типа „Тренто“ (на италиански: Trento) се оказват, поне на хартия, скоростните рекордьори на 1920-те години. На изпитанията крайцерите показват скорост близка до 36 възела, макар в хода на ежедневната си служба рядко да развиват повече от 31 възела. Независимо от приоритета на скоростните характеристики, италианските конструктори успяват да снабдят крайцерите с пълноценен брониран пояс и бронирана палуба, защитаващи го от огъня на леките крайцери. Заедно с това корабите имат съвършено неудовлетворителна артилерия на главния калибър – ненадеждна и даваща огромно разсейване на снарядите.

### Тежките крайцери на Япония
Тежките крайцери на Япония имат специфично развитие. Първите кораби на този подклас започват да се разработват в Япония още през 1918 г. и с пълно основание могат да се нарекат „довашингтонски“. За основно предназначение на новите бойни единици се определя разузнаването, а също и поддръжката на леките сили. Голямо влияние на разработката оказват британските крайцери от типа „Хокинс“, които японците оценяват по достойнство и се опитват да надминат. Основните конструкторски решения са отработени на експерименталния крайцер „Юбари“. Въпреки това крайцерите от типа „Фурутака“ (Furutaka) се оказват малко успешни. Стремежът да се „налеят два литра в литър и половина бутилка“ води до огромно строително претоварване на корабите – 1000 тона, т.е. 15% от проектната водоизместимост. Това намалява скоростта, а и мореходността им е много по-ниска от допустимото.
Втората двойка крайцери – тип „Аоба“ (Aoba) – са заложени още до спускането на предшествениците и наследява същите недостатъци: огромно претоварване и недостатъчна мореходност. Устойчивостта на типа „Аоба“ се оказва даже още по-ниска поради тежкото им и високо разположено въоръжение. Така опитът да се натикат в лимитите на вашингтонското споразумение колкото се може повече бойни единици се проваля.
Въоръжението на двата типа крайцери първоначално са шест 200-mm оръдия в еднооръдейни кули, разположени пирамидално на носа и кърмата. В периода 1936 – 1940 г. на всички крайцери те са сменени с три двуоръдейни кули с 203-mm оръдия.

### Тежките крайцери на Германия
Съгласно Версайските ограничения Германия има право да построи 6 кораба с водоизместимост не повече от 10 хил. тона. В първата половина на 1920-те години немските корабостроители подготвят няколко проекта на бъдещите бойни единици, сред които има и типичен „вашингтонски“ крайцер. С въоръжение от осем 210-mm оръдия той трябва да развива скорост от 32 възела и да носи напълно прилична по сравнение с тежките крайцери на другите страни бронева защита.
Въпреки това ръководството на Райхсмарине след колебаене предпочита да се откаже от като че ли добрия проект. Действително…
| „                                                 | …дори добрият 8-дюймов крайцер става само още една от многото единици в този клас и не може съществено да заплашва морското могъщество на бившите противници. От друга страна, такъв океански кораб изглежда малополезен за отбрана на собствените брегове, защото просто не е съпоставим с който и да е от линкорите, даже додредноутите. | “ |
| Кофман В. Л. Карманный линкор „Адмирал граф Шпее“ | |   |

В резултат на това, командването на германските ВМС стига до извода за необходимостта от създаване на някакъв „междинен“ кораб, който е способен да се справи с тежките крайцери и да избяга от тогавашните линкори. Първият вариант на проекта е подготвен през 1926 г., а в началото на 1929 г. е заложен главният кораб на серията „Дойчланд“ (на немски: Deutschland). По политически причини новият тип е класифициран като броненосец.
| „                                                   | Още по време на строителството немският проект предизвиква фурор сред военноморските кръгове. Поради ограничената водоизместимост конструкторите са принудени да жертват в значителна степен броневата защита, за сметка на това 283-mm артилерия на „броненосеца“ представлява страхотна заплаха за всеки тежък крайцер на вероятния противник. По скорост „Дойчланд“ малко отстъпва на „вашингтонците“, но неговата дизелова силова установка не само му осигурява огромен радиус на действие, но и позволява да се постигне пълният ход за броени минути. Докато на паротурбинните кораби са необходими от 30 минути до час за това. „Дойчландите“ не могат да направят само едно нещо със своите противници – да ги настигнат. Но това и не е необходимо за корабите на страна, поставяща като приоритет на своята военноморска доктрина рейдерските действия на отделни свои силни единици. | “ |
| Кофман В. Л. Тяжёлые крейсера типа „Адмирал Хиппер“ | |   |

Необикновените кораби британската преса с лека ръка ги нарича „джобни линкори“, макар фактически те да са нестандартни тежки крайцери. След „Дойчланд“ влизат в строй „Адмирал Шеер“ (на немски: Admiral Scheer) и „Адмирал граф Шпее“ (на немски: Admiral Graf Spee), като водоизместимостта на всеки последващ кораб се увеличава, а броневата защита се усилва. Плановете за строителство на 4-ти и 5-и кораб от този тип не са реализирани, вместо това немците предпочитат да преминат към строителството на доста по-големите линейни крайцери „Шарнхорст“ и „Гнейзенау“.
През януари 1940 г. „джобните линкори“ са официално прекласифицирани на тежки крайцери.

### Оценка на тежките крайцери от първо поколение
Започнали строителството на първите тежки крайцери, конструкторите скоро се убеждават, че съвместяването на противоречивите изисквания при зададените условия е много трудно.
| „                                                   | Без опита да строят големи скоростни единици с мощна куполна 203-mm артилерия, но с ограничена водоизместимост, конструкторите първоначално претърпяват един от най-жестоките неуспехи в историята на военното корабостроене. | “ |
| Кофман В. Л. Тяжёлые крейсера типа „Адмирал Хиппер“ | |   |

Характерна черта за всички първи „вашингтонски“ крайцери става неадекватната защита, нарушаваща емпиричното правило, съгласно което корабът трябва да е защитен от огъня на оръдия, аналогични на неговите собствени. Фактически, бронирането на „вашингтонците“ от първо поколение не може да ги защити даже от огъня на 152-mm оръдия на леките крайцери. За това те са явно непригодни за ескадрено сражение. При това „вашингтонските“ крайцери се отличават със солидни размери и представляват удобна мишена.
Критикува се и собственото въоръжение на тежките крайцери. Мощността на осемдюймовите оръдия изглежда прекалено голяма за унищожаването на по-малките кораби на противника – леките крайцери и есминци, а влизането в бой със събратята по клас е нежелателно, поради слабостите в бронирането. Така тежките крайцери повтарят съдбата на своите предшественици – броненосните крайцери. Някои специалисти дори ги кръщават „картонени крайцери“, тъй като са прекалено слаби за включване в състава на ескадрите. И едновременно с това са и прекалено силни за действия по комуникациите, а и много скъпи. През 1929 г. авторитетния британски ежегодник „Jane’s fighting ships“ отбелязва:
| „                                                  | Едва ли има държава, която да построи типове крайцери, подобни на „Кент“, „Пенсакола“, „Наки“ или „Турвил“, ако тяхното проектиране е свободно от норми, – говори статията. – Предоставени сами на себе си, тези държави ще предпочетат да изберат типа крайцер, най-точно съответстващ на техните национални потребности за изпълнението на многообразните задачи, възложени на крайцерите, но до настоящето време всички държави са обвързани от един особен вид „конкуририращо се късогледство“. | “ |
| Смирнов Г. Смирнов В. Конец непотопляемой эскадры. | |   |

Но докато такива кораби се строят от всички водещи морски държави, конструкторите са принудени да продължат усъвършенстването на тежките крайцери.

## Тежките крайцери в дипломатическата борба от 1920 – 1930-те години
Лишените от възможността да строят линкори, военноморските ведомства на всички водещи държави отделят особено внимание на тежките крайцери. Бурният ръст на броя на корабите от този клас води до ново изостряне на военно-дипломатическата борба. На 20 юни 1927 г. в Женева се открива морска конференция, посветена именно на крайцерите. В нея вземат участие САЩ, Великобритания и Япония. Италия и Франция отказват да изпратят делегации на преговорите. Американците – инициатори на конференцията – се опитват да постигнат договорка за равенство на своите крайцерски сили с Британската империя, като при това съществено да ограничат японците. Британците са категорично против тази инициатива и предлагат насрещен план:
1. Разделянето на всички крайцери на тежки (водоизместимост 7,5 – 10 хил. тона, артилерия до 203 mm) и леки (водоизместимост до 7500 тона, артилерия не по-голяма от 152 mm);
2. Да се фиксира броят на тежките крайцери на Великобритания, САЩ и Япония в съотношение 5:3:3;
3. Броят на леките крайцери да не се ограничава въобще[37].

Поради непримиримите противоречия между договарящите се страни Женевската конференция влиза в задънена улица и завършва с пълен провал.
Впоследствие САЩ започват демонстративна гонка в крайцерските въоръжения, планирайки построяването в течение на период от 5 години на 25 „вашингтонски крайцери“. Конгресът на САЩ отделя средства за първите 15 кораба, но след това американците се връщат на масата за преговори. На 21 януари 1930 г. в Лондон се открива нова морска конференция. Този път тя е посветена на по-широк кръг въпроси, а участие в нея взимат всички велики морски държави. На преговорите по крайцерите САЩ опитват да получат равенство с Великобритания, Япония иска за себе си 70% от британския крайцерски тонаж, Франция желае паритет с Великобритания, а Италия – паритет с Франция. В крайна сметка британците успяват да склонят към своята позиция Япония, Италия и Франция, и американците трябва да отстъпят. Следва да се отбележи, че именно на Лондонската конференция е прието определението за „тежък крайцер“ като боен кораб със стандартна водоизместимост не повече от 10 хил. тона и с артилерия над 6,1 дюйма (>155 mm).
Според решенията на Лондонската морска конференция от 1930 г. максималният брой тежки крайцери, разрешени за съхранение в състава на флотите на договарящите се страни: САЩ, Великобритания и Япония, – се определя от следните цифри: Съединените щати могат да имат не повече от 18 тежки крайцера, Великобритания и нейните доминиони – не повече от 15, Япония – 12. Освен това общата сумарна водоизместимост на тежките крайцери в състава на флотовете за отделните страни участници в договора не трябва да надвишава: за САЩ – 180 хил. t, за Великобритания – 146,8 хил. t, за Япония – 108,4 хил. t.
Франция и Италия отказват да подпишат Лондонския договор, което води до регионални преговори по военноморските въпроси. На 1 март 1931 г. е подписан Римският пакт с участието на Великобритания, Франция и Италия. Той в частност забранява строителството на нови тежки крайцери след изпълнението на програмите от 1930 г. и постановява съотношението между френските и италианските кораби от този клас на 7:7.
Независимо от подписаните договори, международната обстановка продължава да се нажежава и през 1934 г. в Лондон започват тристранни преговори между САЩ, Великобритания и Япония, с участие на наблюдатели от Италия и Франция. Поради деструктивната позиция на японската страна те са неуспешни, и на 29 декември 1934 г. японското правителство денонсира всички предходни съглашения по морските въоръжения. В резултат се налага свикването на нова конференция по военноморските въпроси.
Втората Лондонска морска конференция протича от 9 декември 1935 до 25 март 1936 г. и първоначално се свежда до опити да се принуди Япония към изпълнение на Вашингтонския договор от 1922 г. След като японската страна напуска конференцията, на 15 януари 1936 г., преговорите губят сериозен смисъл, но въпреки това са подписани ред съглашения. Лондонският морски договор от 1936 г., сключен между САЩ, Великобритания и Франция, забранява строителството и покупката на кораби от класа на „тежък крайцер“ до 1942 г. Качествените лимити на Първия Лондонски договор остават в сила.

## Второ поколение тежки крайцери

### Тежките крайцери на Великобритания
След построяването на множество „картонени“ крайцери конструкторите стигат до извода за уязвимостта на тежките крайцери от първо поколение. Оттук нататък пътищата на развитие на „вашингтонците“ в различните страни се разминават.
Пред Кралския флот през 1920-те стоят противоречиви задачи. От една страна дългите комуникации на империята изискват в строя да има значителен брой крайцери, като минимум неотстъпващи на аналогичните кораби на противника. От друга – британските ВМС страдат от явен дефицит във финансирането. Британският ежеседмичник The Engineer в броя си от 3 януари 1930 г. пише:
| „                                               | Що се касае до 10-хилядните крайцери, следва да се отбележи, че тяхната популярност спада във всички флоти, освен в американския. Независимо от внушителните размери, скорост и въоръжение, те имат два значителни недостатъка. Първият от тях – слабо брониране, аналогично на най-лошите образци при нашите довоенни линейни крайцери. Вторият – прекалено скъпото им построяване. С договори или без тях, Британската империя винаги ще има нужда от голям брой крайцери, но ние не можем да си позволим построяването на множество кораби на стойност 2 милиона фунта всеки. | “ |
| А. Донец. Тяжёлые крейсера типа „Каунти“. Ч. 2. | |   |

В опит да се излезе от задънената улица британските корабостроители решават да изработят нов тип кораб, по-малък, по-слабо въоръжен, но по-добре защитен. Първият крайцер на дадения проект става „Йорк“ (на английски: York), малко по-късно е заложен и еднотипният с него кораб „Ексетър“ (на английски: Exeter). Очакванията са, че новият тип ще се окаже примерно с 25% по-евтин от предшествениците и ще струва 1,5 милиона фунта. Бидейки еднотипни, „Йорк“ и „Ексетър“ значително се отличават на външен вид. Така „Ексетър“ първи получава кулообразна надстройка, която след това се появява и при други британски крайцери.
Корабите имат водоизместимост с 1500 тона по-малко, отколкото типа „Каунти“, носят шест 203-mm оръдия вместо 8, имат приблизително същата скорост, но усилването в броневата защита се получава не много значително. В резултат проектът е подложен на рязка критика, но неговите поддръжници акцентират на намалената му стойност – решаващ аргумент в обстановката тогава.
На следващия етап британците планират за постройка крайцерите от типа „Съри“ (на английски: Surrey), които при водоизместимост от 10 хил. тона трябва да носят по 8 осемдюймовки и да имат доста солидно брониране. Цената за това е скоростта. Но до залагането на новите бойни единици така и не се стига. Решенията на Лондонската конференция от 1930 г. водят до това, че лимитът, даден на Великобритания в тежки крайцери, свършва и Кралският флот преминава към строителството на леки крайцери.

### Тежките крайцери на САЩ
САЩ, исторически привързани към големите бойни единици, избират пътя на постепенното подобряване на своите кораби, преди всичко, за сметка на увеличаване на корабната защита, съблюдавайки при това договорните ограничения. Американските военни моряци коментират с крайно неудоволствие характеристиките на вече получените от флота тежки крайцери. Особена критика отнася слабото им брониране, поради което тези кораби се наричат на шега „консерви“. Още преди залагането на двойката крайцери от типа „Портланд“ (на английски: Portland) е решено да се откажат от развитието на крайцерите на този тип и да се започне проект, в който предишното им въоръжение ще се съчетава със значително подобрено брониране. Запасът водоизместимост, имащ в предните типове, дава надежда за изпълнението на тези изисквания в рамките на договорните ограничения.
В периода 1930 – 1931 г. са заложени първите 5 крайцери на типа „Ню Орлиънс“ (на английски: New Orleans), а след това са поръчани още два. За сметка на прехода от ешелонно към линейно разположение на силовите установки успяват да намалят дължината на корпуса, а също и височината на борда. Запасът водоизместимост позволява за първи път корабите да имат защита на жизненоважните центрове от огъня на 203-mm оръдия на очаквани дистанции на бой. Съхранявайки същия състав на артилерията на главния калибър, крайцерите получават съвременни оръдия и нова система за управление на огъня. Командването на американския флот оценява „Ню Орлиънс“ като първите пълноценни тежки крайцери на САЩ.
Флотското ръководство иска да развие относително успешния проект, но пречка за това намерение става Лондонският договор от 1930 г., който ограничава броя на американските тежки крайцери на 18 единици. В резултат на това може да се построи само още един кораб. След дълги дебати „Уичита“ (на английски: USS Wichita (CA-45)) е решено да се строи на основата на проекта за най-нов лек крайцер „Бруклин“ (на английски: Brooklyn), със замяна на 152-mm оръдия с 203-mm. В резултат корпусът става гладкопалубен (предшестващите тежки крайцери имат развит полубак), а бронирането е още повече усилено в сравнение с типа „Ню Орлиънс“. Артилерията на главния калибър остава същата, но е в нови, по-удачни кули. „Уичита“ е първият американски крайцер, получил батарея 127-mm универсални оръдия с дължина на ствола 38 калибра. Като цяло крайцерът се получава доста успешен и негов единствен недостатък е недостатъчната устойчивост, предизвикана от малката метацентрична височина. Независимо от това, че корабът е построен в единичен екземпляр, той става етапен в американския флот, тъй като служи за прототип на „Балтиморите“ (на английски: Baltimore).

### Тежките крайцери на Франция
В края на 1920-те години ръководството на френския флот с крайно безпокойство възприема известието за намеренията на италианците да построят серията крайцери тип „Зара“. На фона на тези кораби даже най-защитените френски крайцери изглеждат скромно и във военноморските кръгове се утвърждава мнението за необходимост от разработката на принципно нов проект. При това французите, незнаейки за нарушенията на италианците в договорения лимит на водоизместимост, се стараят да разработят кораб в пределите на 10 хил. тона.
Проектът е подготвен към 1929 г., а в 1931 г. е заложен крайцерът „Алжери“ (на френски: Algerie). По силата на итало-френското съглашение трябва да се ограничат само с един кораб. Независимо от жестоките ограничения, конструкторите успяват да създадат кораб, който се счита за най-добрия тежък крайцер в Европа през 1930-те години. Най-силната страна на „Алжери“ е солидното брониране, особено хоризонталното, а също така превъзходната за крайцерските мерки противоторпедна защита. Артилерията на главния калибър е на ниво, но леката зенитна артилерия явно не съответства на новите реалности. В резултат на рязко усиленото брониране донякъде се жертват мореходността и скоростта на хода, но поради особените условия на предполагаемия театър на военните действия това не играе съществена роля.
Към 1939 г., когато договорните ограничения фактически спират да се съблюдават, френските корабостроители подготвят проекта C5, явяващ се развитие на „Алжери“. При близка водоизместимост новите крайцери се предполага да се въоръжат с девет 203-mm оръдия в триоръдейни кули и солидна зенитна артилерия, при съхраняване на защитата на предишното ниво. Планират се три кораба от този тип, но вследствие поражението на Франция през 1940 г. те дори не стигат до залагане.

### Тежките крайцери на Италия
След двата крайцера от типа „Тренто“, италианските моряци остават неудовлетворени. Характеристиките на тези кораби едва ли съответстват на набелязаната за тях роля на главна ударна сила на флота. Особено голяма критика понасят слабото брониране, непозволяващо сближаване с адекватен противник. В резултат е решено да се отстранят тези недостатъци в следващия проект, макар и за сметка на толкова любимата на италианците висока скорост. Така започва създаването на серията крайцери тип „Зара“ (на италиански: Zara).
Първоначално се планира да се създаде високоборден кораб с превъзходно брониране на борда, достигащо до 200 mm. Но се изяснява, че при този подход стандартната водоизместимост на крайцерите ще достигне 15 хил. тона. Такова явно нарушение на договорните ограничения не е приемливо и проектът е поорязан. Въпреки това крайцерите тип „Зара“ получават солидна броня, което е предимство пред аналозите им, а скоростните характеристики на корабите изобщо не отстъпват на чуждестранните серии. Известното снижение на мореходността и ограничената далечина на плаване не изглеждат критични в условията на Средиземноморския театър на военни действия, където италианците планират основно да водят войната.
Впрочем, независимо от толкова значителния напредък, италианците не успяват да отстранят недостатъците на артилерията. Стволовете на оръдията с прекалено форсирана балистика бързо прегарят, а прекалено големите допуски при производството на боеприпасите водят до недопустимо голямо разсейване на снарядите при залп. Не е добро положението и със системите за управление на огъня, особено с управлението на огъня нощем. Водоизместимостта превишава договорната с над 1500 тона, но този факт отначало се прикрива. Този тип значително превъзхожда своите предшественици, и е нормално да се очаква италианският флот да продължи развитието на успешния като цяло проект.
Но италианските адмирали тръгват по друг път. Желаейки сформирането на две еднородни съединения с по три тежки крайцера във всяко и отчитайки, че крайцерът „Пола“ (на италиански: Pola) от типа „Зара“ изпълнява задълженията на флагман на флота, те поръчват седми тежък крайцер от типа „Тренто“. Корабът, наречен „Болцано“ (на италиански: Bolzano), е заложен през 1930 г. и след три години влиза в строй. В неговата конструкция до определена степен са отчетени положителните страни на проекта „Зара“, крайцерът получава усъвършенствана артилерия и силова установка, корпусът вече има полубак. На изпитанията „Болцано“ развива скорост от 36,81 възела, ставайки най-бързият тежък крайцер в света, но този резултат е достигнат при водоизместимост под стандартната. При реална експлоатация скоростта не превишава 33 – 34 възела. Независимо от направените изменения в сравнение с прототипа, „Болцано“ е стъпка назад в еволюцията на италианските тежки крайцери, защото броневата му защита е много по-слаба.

### Тежките крайцери на Япония
След обидния неуспех с първите два типа тежки крайцери, командването на японския флот стига до извода за нежелателност от икономии на водоизместимост и решава да строи последващите бойни единици като пълноценни „вашингтонци“. Тъй като общият тонаж на японския ВМФ е ограничен в сравнение с флотите на вероятните противници, начело застава идеята за достигане на индивидуално превъзходство на новите кораби. Именно в рамките на тази концепция се разработва проектът „Миоко“. Конструктивните принципи остават същите както и на предходните типове, но самите кораби са доста по-големи и чувствително по-мощни.
Бронирането е усилено, а главният калибър е представен от 10 200-mm оръдия, поместени в пет кули. В периода 1931 – 1934 г. те са сменени с нови оръдия калибър 203 mm. Торпедното въоръжение също се усилва, както количествено, така и качествено. Независимо от превишението на договорния лимит с почти 1000 тона, всички крайцери на изпитанията надминават скоростта от 35 възела. Всичко флота получава 4 крайцера от този тип.
Следващата четворка японски тежки крайцери е представена от типа „Такао“. Като цяло те повтарят типа „Миоко“, но за първи път получават оръдия калибър 203 mm. Тези крайцери също страдат от строителното претоварване. Отличителна черта на всички японски „вашингтонци“ става мощното торпедно въоръжение, разчитано за използване преди всичко в нощен ескадрен бой. Следва да се отбележи, че толкова мощното въоръжение е поместено с цената на сериозно снижение и на без това невисоките стандарти за обитаемост.
Лондонският договор от 1930 г. на пръв поглед прекъсва линията на развитие на японските тежки крайцери. Вече планираните за строеж кораби от типа „Усъвършенстван „Такао““ така и не са заложени. Вместо това японците са принудени да развиват нов тип – леките крайцери със 155-mm оръдия от типа „Могами“. Поръчките за първата четворка са издадени през 1931 – 1933 г. Плановете се при същата защита, която имат и на тежките крайцери, да се вмъкне в стандартната водоизместимост пет кули с 15 155-mm оръдия и да се осигури скорост от 37 възела. Както обикновено влизането в рамките на лимита не се получава – водоизместимостта надвишава 9500 тона, а корпусът на корабите се оказва прекалено слаб, и се налага незабавно да се укрепва допълнително. В резултат запланираната скорост така и не е достигната. Характерна черта на проекта става особеното изискване за възможност за бърза замяна на триоръдейните кули със 155-mm оръдия с двуоръдейни 203-mm. В периода 1939 – 1940 г. това е изпълнено и крайцерите започват официално да се именуват тежки.
Двойката кораби от типа „Тоне“ първоначално се проектира като незначително подобрен вариант на „Могами“, но изяснилите се в последните проблеми принуждават сериозното препроектиране на крайцерите. В резултат на това броят на оръдейните кули е съкратен до 4 и всички те са поместени в носовата част. Такова решение позволява усилването на авиационното въоръжение – „Тоне“ и „Тикума“ носят 5 хидросамолета вместо 3. Те не остават дълго в клуба на леките крайцери. Още по време на строителството съставът на въоръжението е изменен, и корабите влизат в строй с артилерия калибър 203-mm.
| „                                            | Тежките крайцери, построени в Япония между световните войни, се оказват едни от най-добрите, ако не и най-добрите, кораби в своя клас и стават своеобразна визитна картичка на Императорския флот. Независимо от някои техни недостатъци (основно това касае претоварването, сравнено с проекта, и прекомерната теснота, която могат да издържат само некапризните японци), те се отличават с мощно артилерийско, торпедно и авиационно въоръжение, добра бронева и противоторпедна защита и достатъчно ефективно разделение на отсеци и системи за контранаводняване. | “ |
| Сулига С. В. Японские тяжёлые крейсера. Т. 2 | |   |

### Тежките крайцери на Германия
Планирането на възраждането на предишната мощ на своите ВМС германските моряци започват още преди отмяната на Версайските ограничения. Предполага се да се създаде нов „Голям флот“, включващ в себе си кораби от всички класове, в т.ч. и тежки крайцери. Любопитното е, че тази идея привлича вниманието на немците в период, когато по света се наблюдава значително охлаждане не ентусиазма по отношение на дадения подклас на крайцерите. Първите изисквания към новия кораб са написани през 1934 г. Предполага се създаването на кораб, способен да даде отпор на всеки тежък крайцер на вероятния противник, но който да успее да избяга на по-силните съперници, и същевременно с това успешно да действа върху комуникациите им.
През 1935 г. Адолф Хитлер официално обявява за отказа на Германия да съблюдава Версайския договор. Макар в същата година немците да подписват договор с Великобритания, задължаващ съблюдаването на международните ограничения, фактически веднага е решено тайно да се надвиши 10 хил.-тонния лимит на водоизместимостта. В резултат на това тежките крайцери на типа „Адмирал Хипер“ (на немски: Admiral Hipper) надвишават лимита с над 4000 тона, но резултатът от това е много нееднозначен.
| „                                                | Високото ниво на германската техника и инженерна мисъл просто не позволяват да се създаде явно неуспешен проект, макар в случая с крайцерите от типа „Хипер“ може да се каже, че такъв опит все пак е направен. | “ |
| Кофман В. Тяжёлые крейсера типа „Адмирал Хиппер“ | |   |

Независимо че нито по въоръжение, нито по бронева защита „хиперите“ наглед не превъзхождат болшинството от своите еднокласници, реалните им бойни качества се оказват на висота. Скоростта също не превъзхожда тази на аналогичните кораби, но отговаря на изискванията. Към несъмнените достойнства на проекта се отнасят преди всичко отличното разпределение на вътрешния обем на водонепроницаеми отделения, добрата зенитна артилерия и превъзходната система за управление на огъня, характерна по-скоро за линкорите. В пълния ѝ обем тя никога не се използва, но изяжда доста тегло и заема много място. Ахилесовата пета на крайцерите става силовата установка. Изградена с котли с високо налягане на парата, излишно сложна и конструктивно недообмислена, тя се оказва ненадеждна и прекалено лакома, и не позволява на „хиперите“ да станат пълноценни рейдери.
Към началото на Втората световна война Германия има два крайцера от този тип в строй и три в строеж, от които е достроен само един.

### Тежките крайцери на СССР
Идеята за създаване на мощен и балансиран флот съветските моряци прегръщат към средата на 1930-те години. Тъй като до 1937 г. СССР не подписва никакви съглашения за ограничаване на военноморските въоръжения, е решено да се създаде проект, радикално превъзхождащ „вашингтонските“ крайцери.
Появата на нова индустриална база и прекалено оптимистичният поглед върху възможностите на отбранителната промишленост водят до появата на цяла поредица проекти за големи артилерийски кораби и тежките крайцери заемат в нея почетно място. Още към март 1934 г. с мълчаливото съгласие на Управлението по морските сили на Работническо-селската Червена армия (УМС РККА) е разработен големият крайцер от проекта Х с водоизместимост 16,5 хил. t и артилерия с калибър до 240 mm, а след няколко месеца на началника на Главморпрома Наркомата на тежкото машиностроене Р. А. Муклевич са предложени още 4 варианта за голям крайцер с водоизместимост 15,5 хил. и 19,5 хил. t с 12 240-mm и с девет 250-mm оръдия на главния калибър (ГК). Приемането през декември 1935 г. от политическото ръководство на СССР на програмата за строителство на т.нар. „Голям флот“ позволява на отдела по корабостроене на УМС РККА вече към февруари 1936 г. да оформи задание за тежък крайцер с водоизместимост 18 – 19 хил. тона и 254-mm артилерия, получил проектен номер 22.
След работата по няколко варианта за тежки крайцери, различни по водоизместимост и калибър на артилерията на ГК, на 27 май 1936 г. Съветът по труда и отбраната към СНК на СССР приема постановление за строителството на 18 тежки крайцери проекта 25 със стандартна водоизместимост от 26 хил. t и девет 305;mm оръдия на ГК. Самият проект за тежък крайцер от проекта 25 получава индекса „линкор Б“. Предполага се, че 4 линкора тип „Б“ ще бъдат готови към 1941 г. Утвърденото от началника на Морските сили на РККА Владимир Орлов, на 3 август 1936 г., ТТЗ за линкора „Б“ така определя основното преназначение на линкора:
| „ | Корабът трябва много години напред да има възможността да унищожава всякакви крайцери, включително корабите от типа „Дойчланд“. | “ |

Така съветското военноморско ръководство изначално планира да има в състава на ВМФ на СССР не просто аналог на тежките крайцери, на въоръжение във флотовете на САЩ, Великобритания, Франция, Япония, Германия, а изтребители на „вашингтонските“ тежки крайцери, способни да се борят на равно с най-слабите от линейните кораби (германските броненосците от типа „Дойчланд“, линкорите тип „Шарнхорст“, френските линкори тип „Дюнкерк“ и японските линейни крайцери от типа „Конго“).
Във връзка с последващата през юли 1937 г. пълна смяна на ръководството на УМС на РККА проектът за линкора тип „Б“ е оценен като вредителски и през февруари 1938 г., по лично указание на Йосиф Сталин, окончателно се отказват от него. Отказът от разработката на проекта за линкора „Б“ въпреки това не означава отказ от идеята за създаване в допълнение към линкора тип „А“ (линейните кораби тип „Съветски съюз“) на голям кораб тип „изтребител на тежките крайцери на противника“: На 1 ноември 1937 г. на Наркомата на отбранителната промишленост са предадени новите тактико-технически изисквания (ТТИ) към проекта за тежък крайцер, с проектен номер 69 (шифър „Кронщат“). ТТИ на проекта за тежък крайцер постоянно се увеличават, в резултат на това стандартната водоизместимост на кораба нараства от 22 хил. t до 36 420 t, усилено е бронирането (дебелината на главния брониран пояс се увеличава от 140 до 230 mm) и артилерийското въоръжение: вместо 3×3 254-mm оръдия се предвижда поставянето на 3×3 305-mm оръдия, но и те в окончателния вариант са заменени на 3х2 немски 380-mm корабни оръдия SKC-34.
През ноември 1939 г. в корабостроителните заводи на Николаев и Ленинград са заложени първите 2 крайцера от типа „Кронщат“ (главният „Кронщат“ и първият сериен „Севастопол“), но нито един от тях, поради началото на Великата Отечествена война така и не е достроен. Техническата готовност на крайцерите към 8 юли 1941 г. съставлява 10,6% и 11,6% съответно. В следвоените времена, поради значителните деформации на корпусите на тежките крайцери (стапелите на николаевския завод са взривени от немските сапьори, а ленинградският е бомбардиран) и намаляването на нивото на тяхната обща техническа готовност (част от бронята и оборудването са използвани за друго), строителството на тежките крайцери „Кронщат“ и „Севастопол“ е прекратено.

### Тежките крайцери на Аржентина и Испания
Освен великите държави с тежки крайцери опитват да се обзаведат и други страни, тъй като този клас кораби става престижен на прехода от 20-те към 30-те години на ХХ век. До реално въплъщение на своите желания достигат само Испания и Аржентина.
Испанците не участват в съглашенията за ограничаване на морските въоръжения, но когато в края на 1920-те години те по традиция се обръщат за техническа помощ към британските корабостроители, те им предлагат усъвършенствания проект на крайцерите от типа „Кент“. Практически повтаряйки британския крайцер по основни размерения, испанските кораби имат и достатъчно сериозни отличия. Всички димоходи са изведени в един комин, надстройките са според изискванията за аеродинамика, а увеличената мощност на машините позволява да се достигне доста висока скорост. Към 1936 г. испанците построяват на свои стапели двата кораба от типа „Канариас“ (на испански: Canarias). Корабите веднага започват участие в Гражданската война, на страната на франкистите, и изиграват значителна роля в блокадата на испанската република. Своеобразен рекорд за недълговечност в класа на крайцерите поставя испанският крайцер „Балеарес“. През юни 1937 г. той влиза в строй, а вече на 6 март 1938 г. е потопен от републиканските разрушители и авиация в боя при нос Палос, в хода на Гражданската война в Испания.
Аржентина, разполагаща към края на 1920-те години само с безнадеждно остарели крайцери построени през 19 век, избира да поръча два крайцера в Италия. Контрактът се изпълнява от фирмата CDRA на основата на нейния проект „Тренто“. В сравнение с италианския прототип, аржентинският проект се оказва негово намалено копие и наследява почти всичките му недостатъци – слабост на корпуса, претовареност с въоръжение и ненадеждни машини. Само далечината на плаване е съществено увеличена. Двата крайцера влизат в строй през 1931 г. и по своите основни бойни характеристики съществено отстъпват на аналогичните крайцери от други страни. Всъщност аржентинците и не планират да воюват с велики държави, а за подсигуряване на превъзходството над съседите стигат и корабите на типа „Вейнтисинко де Майо“ (Veinticinco de Mayo).

### Оценка на тежките крайцери от второ поколение
Към края на 1920-те години като смяна на първоначалния ентусиазъм по отношение на „вашингтонските“ крайцери идва разочарованието. Корабостроителната практика показва изкуствеността на качествените ограничения за корабите от този клас, в резултат на което създаването на балансиран боен крайцер е много трудно, независимо от всички хитрини на конструкторите.
| „                                      | Целият този „сизифов труд“ се превръща в безрезултатно бягане в затворен кръг, в търсене на изход от задънена улица, положение изначално създадено от самите Вашингтонски договорености. Именно в тях изкуствено са заложени противоречията между максимално допустимата водоизместимост от 10 хил. тона и 203 mm главен артилерийски калибър. Осем такива оръдия в съчетание със силова установка, осигуряваща скорост на хода поне 32 възела, начисто „изяжда“ водоизместимостта, практически не остава нищо за каквото и да е значително брониране. | “ |
| А. Донец. Тяжёлые крейсера типа „Йорк“ | |   |

Последващото развитие на тежките крайцери в различните страни е прицелено преди всичко върху увеличване защитеността на корабите. След провала с „вашингтонците“ първо поколение, конструкторите се стремят да създат балансирани крайцери. Поради съхраненото ограничение на водоизместимостта пътищата за това са само два: или да се жертват някои от характеристиките, или негласно надвишаване на лимита.
Първият път избират корабостроителите на Франция и отчасти на САЩ и Япония. Французите, в проекта „Алжери“, правят компромис по отношение на мореходност, далечина и скорост, което позволява крайцерът да получи напълно прилично брониране и превъзходна противоторпедна защита. Американците, създаващи крайцери за действия в океана, не могат да изберат този път, в резултат на което техните най-нови крайцери се оказват претоварени и страдат от недостатъчна устойчивост. Претоварени са и японските тежки крайцери, като тяхната реална водоизместимост чувствително надвишава договорния лимит. Своеобразен „резерв“ за японските конструктори става рязкото влошаване на условията за обитаемост по сравнение с корабите на другите страни.
| „                                            | Разбира се, толкова високите бойни характеристики се постигат за сметка на комфорта на екипажа. Може само да се чудим на непретенциозните и издръжливи японски матроси, принудени в течение на дългите операции, провеждани както в студените северни ширини, така и в горещите тропици до екватора, да живеят в тесните помещения с примитивно санитарно оборудване и скромен порцион за хранене. | “ |
| Сулига С. В. Японские тяжёлые крейсера. Т. 2 | |   |

Накрая италианците се възползват и от двете възможности. Техните нови крайцери не само че силно надвишават лимита водоизместимост, но и се оказват слабомореходни, с ограничен радиус на действие. Това позволява да се даде на типа „Зара“ доста солидно ниво на защита. Приличният проект обаче се обезценява от съвършено неудовлетворителната артилерия.

## Свръхтежките крайцери
В края на 1930-те години на военните моряци в различните страни възниква идеята за създаване на нов тип кораби – своего рода „свръхкрайцери“, които да могат с лекота да унищожават многобройните тежки крайцери. Предполага се също и използването им по комуникациите, както за защита, така и за нападение. Даденият подклас крайцери се нарича различно: „големи“ крайцери в САЩ, „тежки“ в СССР, „линейни“ в Нидерландия и Япония, „броненосни“ в Германия.
Германският флот планира да получи поне 3 крайцера от типа „O“, въоръжени с 380-mm оръдия с много слаба бронева защита, и да ги използва за нападения върху трансатлантическите конвои на противника. Построяването на корабите трябва да започне през 1940 г., но фактически така и не започва. Впрочем това е по-скоро добре за Третия райх, тъй като проекта се оказва доста неуспешен и видимо се обяснява с пристрастието на А. Хитлер към големите кораби.
| „                         | …самите немци смятат крайцерите „О“, „Р“ и „Q“ за съвършено неуспешни по концепция. В професионалните кръгове този проект е известен под името „Ohne Panzer Quatsch“ – „неброниран нонсенс“. | “ |
| Суперкрейсера 1939 – 1945 | |   |

Японците започват проектирането на своите свръхтежки крайцери през 1940 г., узнавайки за проектирането на големите крайцери в САЩ. Стремейки се непременно да получат индивидуално по-силни отколкото на противника кораби, те се спират първоначално на 310-mm калибър артилерия за корабите от проекта „B-64“, а впоследствие решават да преминат на 356-mm оръдия в проекта „B-65“. Бронирането остава сравнително слабо и надеждно защитава само от огъня на тежки крайцери. След началото на бойните действия в Тихия океан разработката на проектите е прекратена и до поръчка на корабите от флота така и не се стига.
Също само на хартия остават и линейните крайцери на Нидерландия. С обширни колонии в Югоизточна Азия и опасявайки се от многобройните японски тежки крайцери, нидерландците се стремят да получат мощни кораби, способни уверено да подавят числено превъзхождащия противник. Към разработката на линейните крайцери от проекта 1047 пристъпват през 1939 г., използвайки немска техническа помощ. Предполага се построяването на 2 – 3 бързоходни кораба с водоизместимост над 28 хиляди тона и с артилерия калибър 283 mm. Броневата защита трябва да осигурява неуязвимост от 203-mm снаряди. Окупацията на Нидерландия от май 1940 г. слага край на тези работи и до залагане на крайцерите така и не се стига.
Единствената страна, съумяла да доведе идеята за „свръхкрайцера“ до реално въплъщение, става САЩ. В края на 1930-те години американските адмирали сериозно се опасяват от многобройните и доста мощни японски тежки крайцери. Узрява идеята за своеобразен „изтребител на крайцери“. От 1939 г. флотските специалисти пристъпват към проектиране, и през декември 1941 г. е заложен главният от тях „Аляска“ (на английски: USS Alaska (CB-1)). Тъй като новите кораби по никакъв начин не са предназначени за ескадрено сражение, тяхната класификация е особена – „големи крайцери“. Всичко са поръчани 6 единици от проекта, но до края на войната в строй влизат само два. Тези огромни кораби безусловно могат да се разправят с всеки от тежките крайцери, но в бой с линкори са безпомощни поради прекалено слабата си броня. Към всичко останало при тези големи крайцери практически отсъства подводната защита.
| „                         | Прекалено големи и скъпи, за да се използват като крайцери, и прекалено слаби и уязвими за съвместни операции с линкорите, освен това явно закъснели с появата си на бял свят, те, по оценка на самите американски специалисти са, „най-безполезните от всички големи кораби, построени във времената на Втората световна война“. | “ |
| Суперкрейсера 1939 – 1945 | |   |

Двойката големи крайцери влиза в строй в самия край на войната и достойни за тях задачи вече не са останали. Разочарованието на американските адмирали от скромните преимущества на проекта са толкова големи, че третият голям крайцер – „Хавай“ (на английски: USS Hawaii (CB-3)) – даже не е достроен, независимо от 84% готовност. Останалите крайцери изобщо не се и залагат.

## Тежките крайцери във Втората световна война
Към началото на Втората световна война в състава на водещите флоти има следният брой тежки крайцери: Британска империя – 18, САЩ – 18, Франция – 7, Германия – 5, Италия – 7, Япония – 18.
Бидейки важна сила във всички големи флоти, тежките крайцери се използват много интензивно, но резултатите от техните действия се оказват нееднозначни. В значителна степен това е свързано не толкова с тактико-техническите характеристики на корабите, колкото със стратегическата ситуация и оперативно-тактическите възгледи на ръководителите на противоборстващите флоти.

### Тежките крайцери на съюзниците
Британските тежки крайцери се представят добре в ролята на защитници на комуникациите. Тяхната автономност осигурява продължителни операции в океанските простори и позволява да се нанесе сериозен ущърб на вражеското корабоплаване и да се прехванат доста рейдери. Доста полезни се оказват те и при ескортирането на полярни конвои, където са от полза и техните превъзходни морски качества.
Обаче при стълкновение с адекватен противник тежките крайцери на Британия изпитват сериозни проблеми. Слабостта в защитата и примитивната система за управление на огъня значително ограничават бойните им възможности. Това става отчетливо видно в дуела между „Беруик“ (HMS Berwick (65)) и неговия немски еднокласник „Адмирал Хипер“. Особено няма късмет „Ексетър“ (HMS Exeter (68)), който по волята на съдбата три пъти мери сили с най-силните представители на своя клас. Сражението с „джобния линкор“ „Адмирал граф Шпее“ британският кораб преживява само благодарение на недостатъчната решимост на немците и поддръжката на два леки крайцера, но стълкновението с японските тежкоатлети в крайна сметка се оказва за „Ексетър“ фатално.
В същото време британските крайцери се оказват крайно уязвими за атаки от въздуха поради неадекватната им система за ПВО. Това се вижда още по време на първите операции на Кралския флот, когато неговите сили жестоко страдат от Луфтвафе. Не по-малко опасен противник се оказва и японската авиация. Характерен е боят от 5 април 1942 г., когато „Дорсетшир“ (на английски: HMS Dorsetshire (40)) и „Корнуол“ (на английски: HMS Cornwall (56)) са потопени от японските пикиращи бомбардировачи D3A за 10 минути без загуби от тяхна страна.
Американските крайцери понасят тежки загуби от японските еднокласници и разрушители, особено в нощните боеве при остров Гуадалканал. Най-полезни се оказват в качеството на кораби за огнева поддръжка на десантните операции, а най-новите крайцери – и като кораби за ПВО.
| „                                          | В хода на войната става ясно, че отстъпващият по сила противник избягва дневните боеве. Битките в Яванско море и Командорските острови ясно показват, че лекият крайцер през деня не е в състояние да даде отпор на тежкия. Англичаните в Средиземно море разбират това доста по-рано и просто не приемат такива битки. За сметка на това нощем ситуацията се оказва диаметрално противоположна. На пръв план излиза не мощта на оръдията или далекобойността им, а огневата производителност и радарните системи за насочване. И тук по-новият лек крайцер с 12 – 15 оръдия 152 mm се оказва явно по-силен от тежкия. Боя при нос Есперанс, сражението в залива Императрица Аугуста, Новогодишният бой са много показателни в този смисъл. | “ |
| Американские крейсера Второй мировой войны | |   |

### Тежките крайцери на страните от Оста
Крайно неуспешна е войната за тежките крайцери на Италия. Още първите сражения показват грешката на италианците в акцента върху скоростта. В стълкновенията с британския флот италианските тежки крайцери тип „Тренто“ – „Болцано“ се оказват неспособни на успех в бой на голяма дистанция, а намаляването ѝ е опасно поради слабото им брониране. Доста по-добре защитените кораби от типа „Зара“ имат дори по-незавидна съдба. Вследствие на грешки на италианското командване, 3 от тях се оказват под огъня на британските линкори и потъват в боя при нос Матапан на 28 – 29 март 1941 г. Останалите тежки крайцери излизат в морето доста рядко, в т.ч. и поради липса на гориво, и нямат никакви успехи. При това те сериозно страдат от авиацията и подводниците на противника, а също и от британските човешки торпеда.
Немските тежки крайцери също не по-добре се представят на бойното поле. Джобните линкори се използват в рейдерското си предназначение само в първия период на войната, когато всеки един от тях прави по един океански поход. От тях само „Адмирал Шеер“ се проявява достатъчно успешно, „Дойчланд“ досрочно прекъсва своето рейдерство вследствие на проблеми с дизелите, а „Адмирал граф Шпее“ е безславно потопен от своя екипаж след боя при Ла Плата. След това „джобните“ не много резултативно действат до бреговете на Норвегия, а края на войната посрещат в Балтика, където и са потопени от британската авиация през 1945 г..
По-традиционните тежки крайцери на Германия също не преуспяват. „Блюхер“ (на немски: Blücher) е потопен в първия му поход от норвежката брегова отбрана, „Принц Ойген“ (на немски: Prinz Eugen) след участие в боя в Датския пролив и „Операция Цербер“ прекарва по-голямата част от войната в ремонт и я завършва като кораб за огнева поддръжка в Балтика. „Адмирал Хипер“ има само един относително успешен рейдерски поход, а след повредите, получени в Новогодишния бой, фактически излиза от строй.
Японските тежки крайцери превъзходно се представят през първия етап на войната, с лекота побеждавайки съпоставимите им противници. Особено се отличават в сраженията в Яванско море и при остров Саво. За цялата война японците губят от артилерийски огън само един тежък крайцер – остарелия „Фурутака“. След това техен главен противник са авиацията и подводниците, на които те не могат да противостоят. Въпреки това тежките крайцери се оказват най-боеспособната сила в японския флот.
| „                                            | Като цяло японските тежки крайцери се показват в годините на войната доста добре. Артилерията и техните торпеда потопяват 6 тежки и 3 леки крайцера, ескортен самолетоносач, 8 есминеца и двадесет спомагателни съда и транспорта на съюзниците. Техните успехи безусловно биха могли да бъдат и още по-големи, ако командването не ги пази за генералното ескадрено сражение, а по-често ги използва в състава на патрулиращите оперативни групи, както това правят американците, и ако не толкова бързо японците губят своето господство във въздуха. | “ |
| Сулига С. В. Японские тяжёлые крейсера. Т. 2 | |   |

### Строителството на тежки крайцери през Втората световна война
С началото на Втората световна война всички съглашения за ограничаване на въоръженията губят смисъл. От представилата се възможност веднага се хващат адмиралите от американския флот, желаещи да получат голяма серия тежки крайцери. Разработката на проекта стартира през 1939 г. Макар новият кораб да се създава на база проекта „Уичита“, изходната конструкция е значително усъвършенствана. Недостатъчната устойчивост на прототипа е отстранена с разширение на корпуса, бронирането е усилено, рязко се увеличава броят на зенитните оръдия. Стандартната водоизместимост при това приближава до 14 хил. тона. Доволни от постигнатото, командването на флота започва да дава поръчки за крайцерите от тип „Балтимор“ (на английски: Baltimore) през 1940 г. В крайна сметка са поръчани 24 кораба, но фактически са построени само 14. Първите от тях започват да влизат в строй от април 1943 г.
Освен това още 4 поръчани крайцера са достроени в качеството им на типа „Орегон Сити“ (на английски: Oregon City). По същество това са си същите „Балтимори“, но с изменена компоновка. Те имат само един комин вместо два, което позволява да се разширят секторите за обстрел на зенитната артилерия.
Много повече изменения има в последния проект на американски тежък крайцер. Нощните боеве, които води флотът на САЩ 1942 – 1943 г., показват много опасен недостатък – ниската скорострелност на главния калибър на тежките крайцери. Поради това американците пристъпват към разработката на напълно автоматизирани 203-mm оръдия. Макар новата артилерия да се получава много тежка, нейните характеристики впечатляват – техническата скорострелност достига 10 изстрела в минута на ствол, а практическата 6 – 7, т.е. двойно превишава предишните показатели. По хода на проектирането се вносят и други новости, в частност отново се усилва броневата защита, а 40 mm автомати „Бофорс“ са сменени със 76 mm автоматични оръдия. Стандартната водоизместимост при това надвишава 17 хил. тона. В резултат американския флот поръчва 12 крайцера от новия тип – „Де Мойн“ (на английски: Des Moines). Впрочем до края на войната нито един „Де Мойн“ не е влиза в строй, а след това са построени само 3 кораба.
Германия към началото на войната има на стапелите си 3 тежки крайцери от типа „Адмирал Хипер“, но успява да завърши само един от тях – „Принц Ойген“. Съдбата на втория останал крайцер – „Зайдлиц“ (на немски: Seydlitz) е доста любопитна. Той е бил практически напълно достроен към май 1942 г., но по това време Хитлер успява да се разочарова от големите артилерийски кораби. И в резултат на това почти готовият крайцер е решено да се преустрои в самолетоносач, но работите вървят много бавно и са окончателно прекратени към април 1943 г. – на Германия вече не ѝ е до самолетоносачи. В крайна сметка корабът е потопен при наближаването на съветските войски.
Още по-странна се оказва съдбата на „Лютцов“ (на немски: Lützow). В недостроен вид в началото на 1940 г. той е продаден на СССР и е включен в състава на съветския ВМФ с името „Петропавловск“. Дострояването му не се осъществява вследствие на забавяне на доставките от немските контрагенти и Великата Отечествена война кораба посреща без ход и частично въоръжен. Той участва в отбраната на Ленинград като несамоходна батарея и е жестоко повреден от огъня на немската обсадна артилерия, а след войната възстановяването на „Петропавловск“, впоследствие преименуван на „Талин“, е признато за нецелесъобразно.
Освен това опити да строи в хода на войната тежки крайцери предприема и Япония. През 1942 г. са заложени 2 крайцера от типа „Ибуки“. По конструкция те основно повтарят типа „Такао“, но имат усилена зенитна артилерия и са по-големи – вече няма смисъл да се ограничава водоизместимостта. Главният крайцер е спуснат на вода година по-късно, но приоритетите на флота вече са изменени – сега са необходими преди всичко самолетоносачи. Преустройството му започва през 1943 г., но работите вървят с големи трудности и към края на войната корабът остава недостроен.
Вторият крайцер от този тип е заложен в същата 1942 г., но много скоро е свален от строителство, без даже да получи име. Другите два тежки крайцера от новия тип дори не са залагани.
Другите морски държави не предприемат опити да строят тежки крайцери в хода на войната.

## Тежки крайцери в следвоенния период

### Страните от НАТО
В началния следвоенен период кораби от този клас остават само в САЩ, Великобритания и Испания. Англичаните, разполагащи само със силно износени бойни единици, построени през 1920-те години, се отървават от тежките си крайцери към началото на 1950-те. За разлика от своя съюзник САЩ имат достатъчно нови тежки крайцери и много скоро те получават нови задачи. Така в течение на 1950 – 1953 г. при бреговете на Корея има 8 крайцера от тип „Балтимор“, занимаващи се с артилерийска поддръжка на американските войски. В тази си роля те се показват доста по-добре от своите леки събратя. Благодарение на мощната им артилерия използването им е оценено за ефективно и това удължава живота на ветераните.
| „                                          | За сметка на това тежките крайцери добре се проявяват в съвършено неочаквана роля – като кораби за артилерийска поддръжка. Тук са доста по-необходими по-тежките снаряди. Неслучайно след войната всички леки крайцери практически веднага са извадени от състава на флота. Американците дори не дострояват даже най-новите серии на „Фарго“ и „Устър“. За това пък тежките крайцери се съхраняват много дълго. Те успяват да повоюват и в Корея, и във Виетнам. Но колко зла е шегата на Фортуна! Да унизи гордия пенител на моретата, наследника на романтичните фрегати до пошла плаваща батарея… Кой може да си представи подобно нещо? | “ |
| Американские крейсера Второй мировой войны | |   |

През 1960-те част от тежките крайцери влизат в нова роля – в периода 1956 – 1962 г. 5 крайцера от тип „Балтимор“ са преправени на ракетни. Много от тези кораби, а също и три чисто артилерийски крайцера участват във войната във Виетнам, отново обстрелвайки крайбрежието.
Към отписването на артилерийските крайцери от състава на флота американците пристъпват едва в края на 60-те години на ХХ век. Към 1975 г. в състава на американските ВМС се числят само два тежки крайцера – „Де Мойн“ и „Салем“. Тези ветерани остават в резерва на протежение на целите 1980-те години. Но рекордът за активна служба за кораб от този клас поставят не те, а единственият испански тежък крайцер „Канариас“, изваден от състава на флота през 1975 г.

### Разработка на проекти за тежки крайцери в СССР след Великата Отечествена война
Съгласно десетгодишния план за военно корабостроене за периода 1946 – 1955 г., разработен от Главния морски щаб, към 1 януари 1956 г. в състава на ВМФ на СССР се предполага да има 10 тежки крайцера от проекта 66 с 220-mm артилерия, предназначени за осигуряване на бойната ефективност в действията на съветския флот на всички морски театри. На състояло се на 27 септември 1945 г. съвещание при И. В. Сталин, с участие на ръководителите на корабостроителната промишленост, командването на ВМФ и членове на Политбюро, Сталин се изказва за увеличение на броя на тежките крайцери и въоръжаването им с 305-mm, а не с 220-mm артилерия. По резултатите на съвещанието СНК на СССР с постановление от 27 ноември 1945 г. утвърждава в състава на десетилетния план за военно корабостроене строителството на 7 тежки крайцера от проекта 82: 4 от тях планирани за предаване към 1955 г. и още 3 крайцера заложени.
Тежките крайцери от проект 82 стават единствените и последни в света тежки артилерийски кораби, заложени след края на Втората световна война. Предназначението на тежките крайцери обаче е неясно. Така първоначално се планира, че основната функция на крайцерите от този подклас ще бъде борбата с тежките крайцери на противника. Обаче крайното преназначение на корабите от проекта е определено в хода на личното вмешателство на Сталин, заявил на моряците следното:
| „ | Няма за какво да се тикаме в бой с тежките крайцери на противника. Основната задача на тежкия крайцер трябва да бъде друга – борба с леките крайцери на противника. Трябва да се увеличи скоростта му до 35 възела, за да всява паника в леките крайцери на противника, да ги разгонва и громи. Този крайцер трябва да е като лястовичка, да бъде пират, истински бандит. Той трябва да избяга от удар на по-тежките кораби на противника. | “ |

Разработката на ескизния и техническия проект на тежкия крайцер тип „Сталинград“ (проект 82) отнема на конструкторите над 5 години: техническият проект за тежкия крайцер е утвърден с постановление на Совмин на СССР от 4 юни 1951 г. и към есента на 1952 г. е осъществена закладката на 2 кораба от проекта. След смъртта на Сталин, на основание постановление на правителството от 18 април 1953 г., строителството на 3, строящи се към този момент, крайцера тип „Сталинград“ е прекратено.

## Заключение
Американските тежки крайцери „Де Мойн“ и „Салем“ стават последните тежки крайцери в историята. И двата ветерана са отписани от флота през 1991 г.
Въз основа на анализ на резултатите от използването на тежките крайцери във Втората световна война те може да се оценят като разочароващи. С изключение на отделни епизоди, те не оправдават големите разходи отделени за създаването им. Областите на тяхното използване се оказват ограничени, страдат от прекомерна уязвимост, а са на висока цена.
| „ | „Вашингтонските“ крайцери представляват изкуствен тип, просто излишен от тактическа гледна точка на …войната, като най-безпристрастен съдия, налага на тежките крайцери еднозначен вердикт – те не оправдават възлаганите на тях надежди, а истинските универсали се оказват крайцерите с многобройни 152-mm оръдия. | “ |

Едва ли не всички морски държави, проектирайки своите тежки крайцери, ги определят за служба по океанските комуникации. Фактически подобен род деятелност заема само малко място в бойната работа на тежките крайцери от времето на Втората световна война. В резултат на боевете се изясняват слабите страни на тези кораби – преди всичко недостатъчната им защитеност и скромните ПВО възможности. Само Япония създава свои тежки крайцери с ориентация не рейдерски действия, а изтребление на „вашингтонските“ крайцери на другите страни. Не е удивително, че в хода на войната японските тежки крайцери се показват много по-добре, отколкото чуждестранните им колеги.
САЩ, бидейки единствената страна, строила големи серии тежки крайцери в хода на войната, в крайна сметка правят много ефективен тип кораб от този клас – бързоходен, добре защитен, силно въоръжен, с отлична система за ПВО, но към момента на влизането им в строй артилерийски битки между големи кораби почти няма. Впрочем „Балтиморите“ и „Орегоните“ добре се проявяват в качеството на ескорт за авионосните съединения, а също и като кораби за огнева поддръжка на десанта.
В ролята на огромни канонерки американските тежки крайцери изкарват и своята следвоенна кариера, участвайки в Корейската и Виетнамската война. Освен това техните солидни размери позволяват без особени проблеми да се преправят на ракетни, което им осигурява дълга кариера в качеството на кораби от първа линия.
Що се касае до следвоенното строителство в СССР на тежки, а фактически на свръхтежки крайцери, то традиционните оценки се свеждат до утвържденията за консерватизма на съветските адмирали и неадекватните представи на Йосиф Сталин за характера на бъдещата морска война. Впрочем с течение на времето се появяват и различни възгледи по отношение на това. С началото на бойната служба в съветския ВМФ на артилерийските крайцери от проект 68бис се използват за решаването на задачи за съпровождане на американските авионосни съединения с готовност за моментално използване на оръжията:
| „                                                               | Очевидно е, че разрязаните за метал недостроени тежки КР от пр. 82 може да бъдат използвани в този случай още по-ефективно, тъй като който и да е самолетоносач на ефективната дистанция на артилерийски огън на 305-mm оръдия след 1 – 2 минути ще се превърне в горяща развалина. Накрая, тежките артилерийски кораби – ЛК и КР обладават значителна устойчивост и са способни до своята гибел да нанесат поражения на самолетоносача даже в ответен удар. | “ |
| Кузин В.П. Никольский В.И. Военно-морской флот СССР 1945 – 1991 | |   |

## Интересни факти
- Първият кораб, официално наречен тежък крайцер, става германският „Блюхер“, построен 1908 г., – куриозна грешка на немските корабостроители. При това класът на тежките крайцери още не съществува[130][~ 8].
- Своеобразен рекорд по недълговечност в класа на крайцерите поставя испанският крайцер „Балеарес“. През юни 1937 г. той влиза в строй, а вече на 6 март 1938 г. е потопен от републикански разрушители и авиация в боя при нос Палос, в хода на Гражданската война в Испания[131].
- Крайцерът „Болцано“, построен по явно неуспешен проект, италианските моряци наричат „великолепно изпълнена грешка“[132].
- Японската пропаганда ненапразно възхвалява крайцерите тип „Миоко“ и „Такао“ като „непотопяеми“. За да отправи към дъното крайцера „Начи“, на 5 ноември 1944 г., американската авиация използва не по-малко от 10 попадения на торпеда, 20 – 25 бомби и 16 ракети[133].
- За цялата Втора световна война седемте италиански тежки крайцера имат само три доказани попадения в кораб на противника[134].
- Американският крайцер „Индианаполис“ (USS Indianapolis (CA-35)), на 26 юли 1945 г., доставя на базата на американските ВВС на остров Тиниан компонентите на атомната бомба. След 4 дни той е потопен от японската подводница I-58[135].
- Американските тежки крайцери „Де Мойн“ и „Салем“ стават последните тежки крайцери в историята. Двата ветерана са отписани през 1991 г.[1]

## Коментари
1. ↑  Първите представители на класа на тежките крайцери – крайцерите от типа „Хокинс“, при залагането си са класифицирани като леки крайцери, а след сключването на Вашингтонския договор от 1922 г. започват да се класифицират като тежки крайцери: Донец А. Тяжёлые крейсера типа „Хоукинс“. Перипетии постройки и межвоенного периода службы //    Архивиран от оригинала на 20 август 2011. Посетен на 25 апреля 2009.
2. ↑  Основният недостатък на италианските снаряди и заряди са огромните допуски по тегло при производството на снарядите и зарядите.
3. ↑  До приемането от италианския ВМФ на международната класификация на корабите крайцерите тип „Тренто“ се числят като леки, а „Зара“ – като броненосни.
4. ↑  След утвърждаването на 26 юни 1936 г. с постановление на СНК на СССР на програмата за развитие на флота за периода 1937 – 1943 г. броят кораби тип „Б“ е съкратен до 16 единици.
5. ↑  „Страсбург“ е отнасян от съветските специалисти към пълноценните линкори.
6. ↑  Ако се смятат и трите „джобни линкора“ и „Блюхер“, влязъл в строй на 20 септември 1939 г.
7. ↑  За цялото време на войната 7 италиански тежки крайцери имат 3 достоверни попадания в кораби на противника. Виж „Тежките крайцери „Тренто“, „Триест“ и „Болцано“. Морская кампания. – 2007. – № 4. – С. 48“
8. ↑  Всъщност това може да се тълкува и като грешка в превода от немски. В тези години става прекласификацията на корабите от немския флот и те започват да се делят на малки/големи, което може да се преведе и като тежки/леки, класове, които съответстват на броненосни/бронепалубни в приетата световна класификация.